# Синопсис Київський
Сино́псис Ки́ївський (повна назва «ΣYΝΟΨΙΣЪ, или Краткоє собраніє ω(т) Различны(х) лѣтописце(в)…») — російськоцентричний історико-ідеологічний твір останньої третини ХVІІ ст.. Компілятивний огляд української і східноєвропейської історії. Його вважають першим коротким нарисом історії України.
Вперше виданий у 1674 році в Києво-Печерській друкарні. Обґрунтовує тезу про єдність історії Великої, Малої і Білої Росії як неподільної династично-територіальної спадщини московських царів.
Сам твір друкувався без зазначення автора.

## Короткий опис
Скомпонований у другій половині XVII століття «Синопсис» починається від давніх слов'ян і сягає другої половини XVII століття, приділяючи особливу увагу Київській Русі. У додатку до синопсису вміщено перелік (розпис) князів, гетьманів і митрополитів.
Автор «Синопсису» достеменно невідомий, хоча здебільшого приписують його архімандриту Інокентієві Ґізелю. Його ймовірним автором є економ Києво-Печерської лаври Пантелеймон Кохановський, а видавцем — типограф Іван Армашенко за благословення архімандрита лаври Інокентія Ґізеля. Надрукований вперше у 1674 році друкарнею Києво-Печерської лаври. Наступні два видання (1678 і 1680) містили значні доповнення, особливо 3-тє. З часом до середини 19-ого століття за 150 років «Синопсис» було перевидано близько 30-ти разів.
Автором «Синопсису» запозичені ідеї московських книжників ХV—ХVІІ ст. щодо спадкоємності влади давніх київських князів московськими. В «Синопсисі» також помітні віддзеркалення ним ідей, закладених ще середньовічним ченцем Філофеєм, особливо його уявлення про месіанську роль Москви «аки Третем Риме».
Ураховуючи політичне лідерство, що встановилося серед козаків на Лівобережжі після Української революції, ідеологічні концепції, висловлені у «Синопсисі», абсолютно не відповідали очікуванням світської частини української еліти. Ці концепції не лише ігнорували роль козацтва в історії України, але й не містили ідеологічного обгрунтування прийнятної для світської еліти моделі її взаємин з російською династією.
«Синопсис» було уживано як підручник історії не тільки в Україні, Білорусі та Росії, але й Сербії, Молдові, Болгарії.

## Критична оцінка
Для історичної концепції автора «Синопсиса» характерним є монархізм, провіденціалізм, промосковські тенденції, причому останні визначалися тодішньою політичною кон'юнктурою.
З погляду сучасної історичної науки, «Синопсис» викладав не встановлені історичні факти, а компіляцію з уявлень та традиційних легенд, тому вважається джерелом не стільки з історії, скільки з історичної міфології.